# Temporada 1996-1997 del Liceu
| Temporada 1996-1997 del Liceu |                   |                  |                   | |           |                                                              |
| Òpera                         | Compositor        | Director musical | Director d'escena | Papers principals | Producció | Dates                                                        |
| El barber de Sevilla          | Gioachino Rossini | Josep Pons       | Jonathan Miller   | Bruce Ford, Enzo Dara/Enric Serra, Carmen Oprisanu, Vladimir Chernov, Stefano Palatchi/Paata Burchuladze, Francisco Vas, Itxaro Mentxaka, Antoni Lluch |           | Al Teatre Victòria                                           |
| Elektra                       | Richard Strauss   | Peter Schneider  |                   | Reinhild Runkel, Gwyneth Jones, Renate Behle, Arley Reece, Tom Fox, Mariano Viñuales, Maria Àngels Sarroca, Rosa Maria Conesa, Antoni Comas i Ruano, Cristòfol Viñas, Eva Steinsky, Rosa Maria Ysàs, Francesca Roig, Helene Tintes, Carme Hernández, Milagros Poblador |           | 13, 16, 19 març (en versió de concert al Palau de la Música) |